# Boko-Songho
Pour les articles homonymes, voir Boko.
Boko-Songho, parfois on écrit Boko-Songo (Mboukou nsongo, en langue locale), est une localité du sud-ouest de la République du Congo, chef-lieu du district homonyme, située dans le département de la Bouenza sur une altitude moyenne de 541 mètres, à 48,4 km de Madingou (Chef-lieu du département de la Bouenza). Elle fait partie des communautés de ce département.
La population du district de Boko-Songho est estimée (en 2018) à 17695 habitants (9076 femmes et 8619 hommes). D'une superficie totale de 1360 km2, le district de Boko-Songho est composé de 67 quartiers et villages dont les principaux villages sont:
- Partie sud du district: Minga, Hidi, Mankala, Nzangi, Kinzambi, Kabadissou, Manzakala, Nsoukou bouadi, Loudima, Kissenga, Bouaboua, Louhete, Manzaou, Kiteka, Kingoma, Ntoto-hola 1&2, La louamba, Midimba, Kitidi-Tounga...
- Partie nord du district: Kinsaka, Mayanama, Tanga-Mouloko, Nkenge-Mandou, Kala-Boutoto, Mayanga, Mouterissi, Sofico, Youlou Mwini, Kimbaoka-Kongo, Kimbaoka-Teba, Kingondala-Nsemi, Kinanga-Nganda, Kinanga-Mbembe, Kingoyo-Ntela, Missassa, Kimouanda, Kingoyo-Loukala, Dizi, Kanana, Kinkengue, Kimbangou, Kinguila...

Les deux langues parlées du terroir sont le doondo (dans la partie nord du district) et le suundi (dans la partie sud du district), toutes dérivées du Kinkongo.
Le district de Boko-Songho possède un patrimoine culturel peu varié, composé essentiellement de: un site archéologique, deux monuments historiques, un groupe vocal, deux chorales et six groupes traditionnels. Toutefois, les fouilles et prospections pédestres systématiques effectuées (scientifiquement) dans la zone de Boko-Songho font état de deux sites archéologiques: Mouadabambi (S4°25’31’’ E 13°36’55’’) et Kindangakanzi 2 (S4°26’39’’ E 14°36’30’’) qui se trouvent en sommet de versants de petits contreforts, au nord-ouest de Boko-Songho pour le premier et au sud-ouest pour le second. Tous deux présentaient des vestiges de travail de cuivre associés à de la céramique du type le plus récent et quelques tessons de céramique européenne. 
Entre la fin des années 1970 et le début de la décennie 1980, dans le cadre des opérations villages-centres, une mission de recherche entreprise et conduite par le Ministère du plan dans le pays de Boko-Songho concluait au sujet de ses sols : Ce sont les sols les plus fertiles de la région,. Le haricot, l'arachide et le manioc sont les trois principales cultures avec deux récoltes saisonnières par année et destinés prioritairement aux marchés urbains de Pointe-Noire et de Brazzaville, mais aussi aux centres de consommation modestes comme Nkayi et Madingou. La banane, la canne à sucre et les tarots sont cultivés mais juste pour satisfaire les besoins de la consommation locale.
Le cheptel par espèce du district de Boko-Songho comprend: 320 bovins, 1905 ovins, 522 caprins, 1435 porcins et 3266 volailles. Le district comptait huit (08) groupements d'éleveurs en 2018, aucune station piscicole domaniale, 54 aquaculteurs (privés) pour 142 étangs .
Boko-Songho se caractérise aussi par ses polymétaux. Des gisements polymétalliques à dominance Cuivre, Plomb et Zinc y sont fréquents. Il s’agit de gisements stratiformes et discordants de type « Mississippi Valley » (MVT), aux contacts schisto-calcaires ou schisto-gréseux. Les minerais de Cu-Pb-Zn sont fortement oxydés (malachite, azurite, cérusite, calamine).